# 國際科學技術財團
財團法人國際科學技術財團是日本內閣府管理的財團法人，負責日本國際獎的評選頒發。1982年11月1日，為了籌設日本國際獎，經日本首相批准，「日本國際獎準備財團」（日本国際賞準備財団）設立。1983年5月5日，財團更名為國際科學技術財團（国際科学技術財団）。